# Mycomya furcata
Mycomya furcata är en tvåvingeart som beskrevs av Tonnoir och Edwards 1927. Mycomya furcata ingår i släktet Mycomya och familjen svampmyggor. Inga underarter finns listade i Catalogue of Life.